# 33397 Prathiknaidu
33397 Prathiknaidu este o planetă minoră (asteroid) din centura de asteroizi. A fost descoperită pe 10 februarie 1999 la Experimental Test Site⁠(d) de Lincoln Near-Earth Asteroid Research. 
Obiectul prezintă o orbită caracterizată de o semiaxă mare de 2,2666335 UAi, o excentricitate de 0,06, o înclinație de 6,85855 ° în raport cu ecliptica.